# Minamoto no Noriyori
En aquest nom japonès, el cognom és Minamoto.
Minamoto no Noriyori (源範頼) (1156 – 1193) va ser un general japonès de finals del període Heian que va guerrejar durant diverses batalles de les Guerres Genpei junt amb els seus germans Minamoto no Yoritomo i Minamoto no Yoshitsune.
Va ser el sisè fill d'en Minamoto no Yoshitomo i li va ser perdonada la vida el 1160 per Taira no Kiyomori després de la mort d'en Yoshitomo.
Poc se sap de la seva vida primerenca doncs tot el registre sobre ell està desaparegut fins al 1180 quan se sapq eu va servir per al seu germà Yoritomo a Kamakura. El 1184 va ser enviat a Shikoku, on va participar en la Batalla d'Uji i a la batalla d'Awazu. Va tenir una destacada participació en la batalla d'Ichi-no-Tani, després de la qual les tropes del clan Taira es van replegar i la guerra va tenir un recés de sis mesos, temps en què en Noriyori va tornar a Kioto.
En Noriyori va tornar a l'acció l0octubre de 1184, i va ser enviat a assegurar les províncies de la regió de Chūgoku i Kyūshū. Va estar present a la batalla de Kojima i també a la batalla de Dan no Ura.
Un cop va acabar la guerra, en Noriyori va tornar a Kamakura i es va trobar que el lideratge del clan Minamoto estava en disputa entre en Yoritomo i en Yoshitsune, i davant l'ordre d'en Yoritomo d'arrestas al seu germà, s'hi va negar. En Noriyori va ser aleshores confinat a la Província d'Izu, on més tard seria assassinat pels soldats d'en Yoritomo.